# Julio José Gómez
Julio José Gómez (Buenos Aires, 9 de julio de 1917 - ibídem, 30 de diciembre de 2011) fue un banquero, consultor económico y dirigente empresarial argentino que ocupó brevemente la presidencia del Banco Central de la República Argentina en 1981, durante el Proceso de Reorganización Nacional.

## Trayectoria política
Julio José Gómez ocupó diversos cargos de importancia en el ámbito financiero y bancario. Fue presidente de la Cámara Argentina de Comercio y del Mercado Abierto Electrónico, director de la Bolsa de Comercio de Buenos Aires, presidente honorario de la Asociación de Bancos de la República Argentina y de la comisión organizadora y fundadora de la Federación Latinoamericana de Bancos.

## Trayectoria laboral en el sector privado
En el sector de la banca privada, fue vicepresidente del Banco Tornquist y presidente del Banco Shaw. En el ámbito empresarial privado fue integrante del directorio de IBM para América Latina. También ejerció cargos en entidades intermedias, como la presidencia del Comité Mixto Empresarial Argentino-Japonés, el Rotary Club de Buenos Aires, la vicepresidencia del Instituto Cultural Argentino-Norteamericano (ICANA) y fue miembro de la Academia Nacional de Ciencias de Buenos Aires.
Falleció en la Ciudad de Buenos Aires el 30 de diciembre de 2011 a los 94 años.

## Distinciones
Condecorado con la Orden de Gran Oficial de la Orden del Sol del Perú
Condecorado con la Orden del Tesoro Sagrado, Estrella de Oro y Plata del Japón.
En 1998 fue distinguido por la Fundación Konex con diploma al mérito en la categoría de dirigentes empresarios. 